# Katedra církevních dějin a dějin křesťanského umění Cyrilometodějské teologické fakulty Univerzity Palackého
Katedra církevních dějin (KCD) na Cyrilometodějské teologické fakultě (CMTF) Univerzity Palackého (UP) v Olomouci existuje od obnovení fakulty v roce 1990, v průběhu své existence byla nejprve spojena s katedrou církevního práva (1990–1997), později na ní byla zajišťována i výuka patrologie (1997–2001). Od počátku zajišťovala i výuku dějin křesťanského umění. Vedle katederní knihovny je vytvářena sbírka diapozitivů (cca 3500 ks) a videotéka k problematice dějin umění, archeologie, architektury pro studijní a dokumentační účely. Díky dlouhodobé činnosti prof. Miloslava Pojsla také vznikla rozsáhlá evidence sepulkrálních památek na Moravě (dnes uložená v Zemském archivu v Opavě) a výzkum sakrální architektury na Moravě. Od 1. září 2016 byla KCD sloučena s dosavadní Katedrou církevního práva a vznikla tak nová Katedra církevních dějin a církevního práva CMTF UP. Tato nesourodá katedra byla od 1. září 2023 znovu rozdělena, a tak byla obnovena původní Katedra církevních dějin a dějin křesťanského umění.. 

## Výuka dějin na olomoucké univerzitě
Katedry církevních dějin byly na teologických fakultách zřízeny podle nového studijního plánu císařovny Marie Terezie ze dne 17. září 1752. Od roku 1753 začali vyučovat církevní dějiny v Olomouci jezuité Karel Budínský a Ignác Popp.

### Vyučující církevních dějin na olomoucké univerzitě
| od   | do    | jméno                                                | další údaje                                                               |
| ---- | ----- | ---------------------------------------------------- | ------------------------------------------------------------------------- |
| 1753 | 1761  | prof. P. Karel Budínský, SJ                          | (1721, Jihlava – 1783, Brno)                                              |
| 1761 | 1765  | gymnazijní prof. P. Ignác Popp, SJ                   | (1697–1765) přednášel pro bohoslovce i právníky církevní i světské dějiny |
| 1765 | 1775  | ThDr. P. Ferdinand Květenský, OSA                    | augustinián od Všech svatých v Olomouci                                   |
| 1775 | 1817  | prof. ThDr. P. Pavel Ferdinand Niering               | (1746–1829?)                                                              |
| 1817 | 1822  | prof. ThDr. Antonín Klein                            | (1783, Vídeň – 1867, Vídeň) od roku 1822 přednášel ve Štýrském Hradci     |
| 1825 | 1835  | prof. ThDr. Engelbert Eligius Richter                | (1796, Klimkovice – 1866, Šatov)                                          |
| 1837 | 1849  | prof. ThDr. Jan Lillich                              | (1810, Odry – 1849, Olomouc)                                              |
| 1850 | 1859  | prof. ThDr. Antonín Horný                            | (1824, Strážnice – 1908, Vídeň)                                           |
| 1859 | 1862  | ThDr. František Poslušný - suplent                   | (1823, Dřevohostice – 1862, Terst)                                        |
| 1863 | 1881  | prof. ThDr. Josef Symerský                           | (1831–1897)                                                               |
| 1881 | 1881  | ThDr. Viktor Valha - suplent                         | (1849, Jevíčko – 1931, Čechy pod Kosířem)                                 |
| 1882 | 1886  | prof. ThDr. Josef Kopallik                           | (1849–1897)                                                               |
| 1886 | 1887  | ThDr. Jan Alois Kubíček - suplent                    | (1858, Klášterec – 1929, Olomouc)                                         |
| 1887 | 1918  | prof. ThDr. Josef Tittel                             | (1849, Loděnice – 1929, Olomouc)                                          |
| 1913 | 1922  | doc. ThDr. Jan Martinů                               | soukromý docent                                                           |
| 1915 | 1934  | prof. PhDr. Jan Nevěřil                              | (1864, Hradečná – 1940, Olomouc)                                          |
| 1934 | 1939  | prof. ThDr. Augustin Alois Neumann, OSA              | (1891–1948)                                                               |
| 1939 | 1941  | P. Benvenut Kuča, OFMCap                             | na arcidiecézním bohovědném učilišti v Olomouci (1939-1945)               |
| 1941 | 1944  | P. Vavřinec Rabas, OFMCap                            | na arcidiecézním bohovědném učilišti v Olomouci (1939-1945)               |
| 1947 | 1950  | ThDr. Bohumil Zlámal - suplent                       | (1904–1978)                                                               |
| 1968 | 1974  | prof. ThDr. Bohumil Zlámal                           | (1904–1978)                                                               |
| 1968 | 1974  | ThDr. Vladimír Kryštofský - odb. asistent            | (nar. 1945)                                                               |
| 1990 | 2016  | prof. PhDr. Miloslav Pojsl                           | (1945–2016)                                                               |
| 1993 | 2006  | doc. PhDr. Vojtěch Cekota                            | (5. listopadu 1930, Zlín - 9. prosince 2017, Zlín)                        |
| 1994 | 1998  | Mons. doc. PhDr. Jaroslav Němec                      | (1932–2012)                                                               |
| 1998 | 2007  | PhDr. František Jindřich Holeček, OM - odb. asistent | (nar. 1954)                                                               |
| 1999 | 2010  | prof. PhDr. František X. Halas, CSc.                 | (nar. 1937) od r. 2010 emeritní profesor                                  |
| 2004 | dosud | doc. ThLic. Tomáš Parma, Ph.D. et Ph.D.              | (nar. 1971)                                                               |
| 2007 | dosud | ThLic. Vít Hlinka, Th.D. - odb. asistent             | (nar. 1979)                                                               |
| 2008 | dosud | doc. PhDr. Jitka Jonová, Th.D.                       | (nar. 1981)                                                               |